# Stethojulis albovittata
Stethojulis albovittata és una espècie de peix de la família dels làbrids i de l'ordre dels perciformes.

## Morfologia
Els mascles poden assolir els 14 cm de longitud total.

## Distribució geogràfica
Es troba des del Mar Roig fins a KwaZulu-Natal (Sud-àfrica), les Maldives i Chagos.